# Andrei Walerjewitsch Rytschagow (Schachspieler)

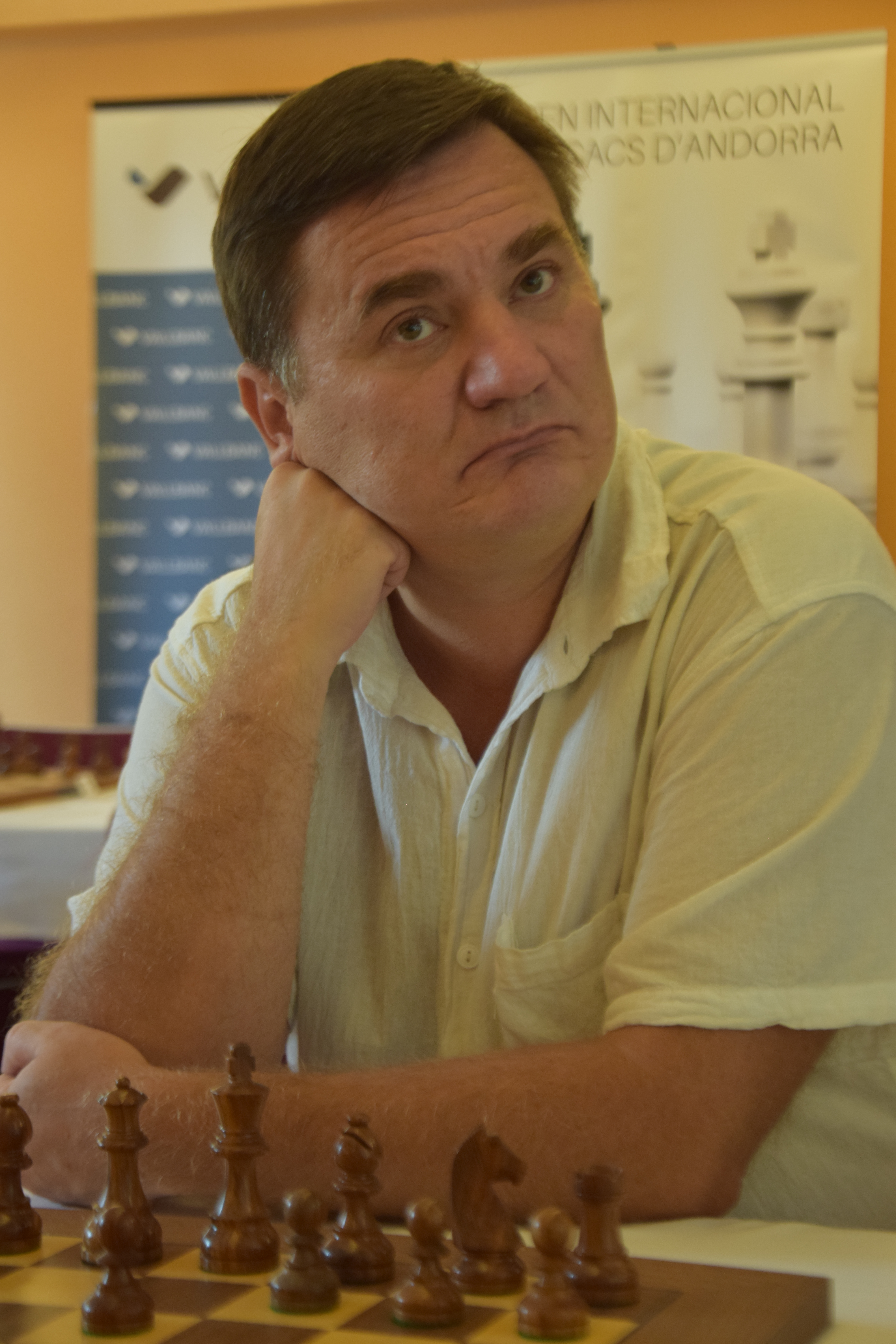
Andrey Rychagov (2019)

Andrei Walerjewitsch Rytschagow (russisch Андрей Валерьевич Рычагов, beim Weltschachbund FIDE Andrey Rychagov; * 3. August 1979 in Moskau) ist ein russischer Schachspieler.

## Erfolge
Den Titel Internationaler Meister trägt er seit 1997, den Großmeister-Titel (GM) seit September 2006. Die GM-Normen erfüllte Rytschagow im Juli 2004 beim Afromeeva Memorial in Tula sowie 2005 und 2006 bei den jeweils in Dagomys ausgetragenen russischen Mannschaftsmeisterschaften (2005 in der zweithöchsten Spielklasse, der Higher League, 2006 in der höchsten Spielklasse, der Premier League). Seine höchste Elo-Zahl betrug 2586 im Januar 2007.

## Vereine
In der höchsten Spielklasse der russischen Mannschaftsmeisterschaft spielte Rytschagow 2006 für Meriya Moskau - Ulan-Ude, 2007 für Schatar Burjatien und 2009 für Eurasia Logistics Moskau. In der griechischen Mannschaftsmeisterschaft spielte er von 1998 bis 2002 für die Mannschaft von EES Korydallos, mit der er 1998 den Wettbewerb gewann.